# Ctenocephalides
Ctenocephalides is een geslacht van vlooien uit de klasse van de Insecta (insecten).

## Soorten
- Ctenocephalides arabicus
- Ctenocephalides brygooi
- Ctenocephalides canis Curtis, 1826 (Hondenvlo)
- Ctenocephalides chabaudi
- Ctenocephalides connatus
- Ctenocephalides crataepus
- Ctenocephalides craterus
- Ctenocephalides felis Bouché, 1835 (Kattenvlo)
- Ctenocephalides grenieri
- Ctenocephalides orientis
- Ctenocephalides paradoxuri
- Ctenocephalides rosmarus